# Kopalnia łupków Kervédeit
Kopalnia łupków Kervédeit – kopalnia łupków otwarta w 1910 roku. W 2020 roku została wpisana do rejestru zabytków.

## Lokalizacja
Kopalnia zlokalizowana jest w Kervédeit, w miejscowości Plévin, w departamencie Côtes-d’Armor, w regionie Bretania.

## Historia
W 1910 roku Auguste i Yves-Marie Guegen rozpoczęli eksploatację złoża granitu w Kervédeit. W 1922 roku kopalnię przejęli Com d'Hernir i Fiche. Zatrudniali 15 pracowników. Powstał szyb głębokości 40 metrów. W 1924 roku w wyniku eksplozji rannych zostało dwóch górników. W tym czasie powstały cztery komory wydobywcze. Kopalnia wytwarzała 65 000 do 70 000 łupków miesięcznie. W 1929 roku w wyniku osuwiska do dwóch szybów dostała się woda z pobliskiej rzeczki. W 1930 roku kolejne osuwisko zablokowało trzeci szyb, co spowodowało przerwanie działalności.
W 1964 roku kopalnia wznowiła pracę, powstał szyb o długości 60 metrów, szerokości 50 metrów i wysokości 20 metrów.